# 弗里德里希·施特罗迈尔
弗里德里希·施特罗迈尔教授，FRS(For)，FRSE（英語：Friedrich Stromeyer，1776年8月2日—1835年8月18日）是德国化学家，也是镉元素的发现者之一。

## 生平
1776年8月2日，施特罗迈尔出生于哥廷根。他的父亲是哥廷根大学的医学教授。
1793年至1799年间，施特罗迈尔在哥廷根大学学习医学，师从医学教授约翰·弗里德里希·格梅林，在此期间，他对化学也产生了浓厚兴趣。1800年，他在导师弗里德里希·格梅林的指导下完成了一篇植物地理学论文并获得了哥廷根大学医学士学位。毕业后，他在1801年和1802年游历了法兰西共和国和瑞士。在此期间，他拜访了化学家约瑟夫·路易·盖-吕萨克等名人，并在巴黎综合理工学院跟从当时法兰西著名的化学家路易-尼古拉·沃克蘭学习了一段时间。1802年，他成为哥廷根大学讲师和化学药剂监管员。1810年，他开始担任哥廷根大学化学与药学全职教授。他的知名学生包括罗伯特·威廉·本生、艾尔哈德·米切利希和利奥波德·格梅林。
1817年，施特罗迈尔在研究锌化合物时，在其杂质中发现了新元素——镉。他还精确地描述了镉的化学性质。
1819年，他首次科学地描述了异性石这种矿物。
1826年，他当选爱丁堡皇家学会会员。1827年，他当选英国皇家学会外籍会员。
1835年8月18日，他在家乡哥廷根去世，享年59岁。

## 纪念

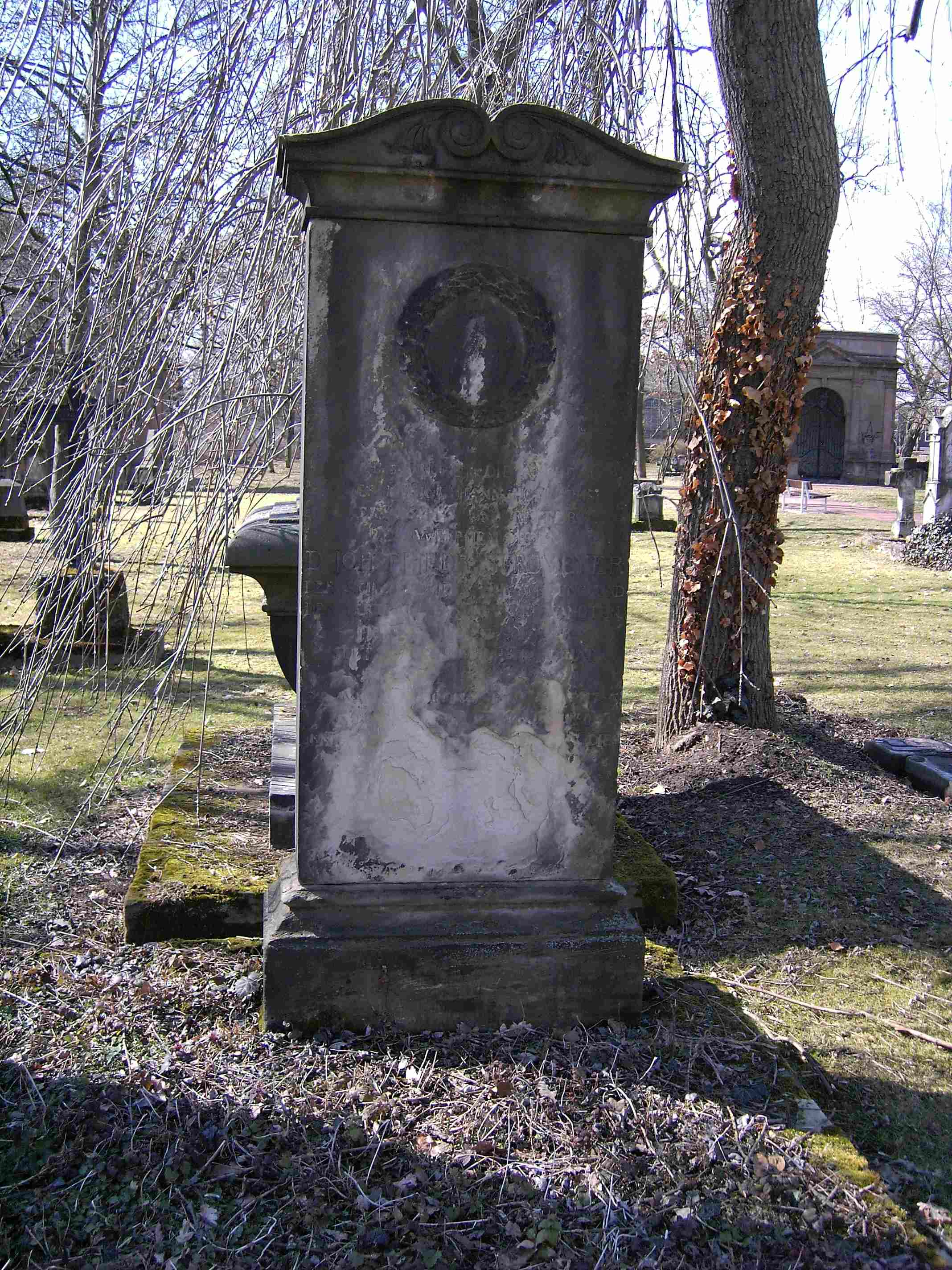
位于哥廷根的墓地

- 1832年，为了纪念他对化学的贡献，硫铜银矿（英語：Stromeyerite）以施特罗迈尔命名。[14]
- 从1982年起，德国化学协会开始每年颁发“弗里德里希·施特罗迈尔奖”，以表彰在德国化学领域取得重大突破的个人。获奖者可以得到由默克集團赞助的3000欧元奖金。[15]